# Океан (разведывательный корабль)
«Океан» — средний разведывательный корабль проекта 861М (по классификации NATO — «Moma class») Черноморского флота ВМФ СССР и Черноморского флота ВМФ России. Спущен на воду 30 апреля 1970 года. Корабли серии строились на базе гидрографических судов на верфи «Сточня Полночна» в Гданьске (Польша).

## Разведка Черноморского флота
После внедрения в ВМФ СССР сначала радиосвязи, а затем и радиолокационных и гидроакустических систем, основным источником информации о вероятном противнике стали радио- и радиотехнические излучения. Для ведения систематической разведки этих излучений в районах нахождения ВМС вероятного противника и стали создаваться подразделения разведывательных кораблей: кораблей радио-, радиотехнической и радиоэлектронной разведки.
1 июня 1971 года на Черноморском флоте была сформирована 112-я бригада кораблей особого назначения для разведки сил вероятного противника, прежде всего США и Объединённых военно-морских сил НАТО, во всех возможных районах его нахождения ещё в мирное время. Разведывательные действия производились с целью заблаговременного обнаружения возможной угрозы со стороны вероятного противника и выработки адекватных ответных мер.
Разведка Черноморского флота активно действовала на южном и юго-западном морских направлениях. Флотская разведка действовала сначала под флагом Гидрографической службы, и её корабли именовались гидрографическими судами (ГИСУ) или судами связи (ССВ). Часть судов носила флаг Гидрографической службы, другие — военно-морской флаг. В документах Министерства обороны СССР и Генерального штаба Вооружённых сил СССР эти корабли именовались КРР и КРТР (корабль радио- и радиотехнической разведки).
Основными задачами боевой службы: поиск, определение районов патрулирования, слежение за ПЛАРБ ВМС США и другими иностранными подводными лодками; разведка и слежение за многоцелевыми (ударными) авианосцами и другими ударными группировками ВМС США и НАТО, а также снабжение информацией командования ВМФ, в прямом подчинении которого находилась 5-я «средиземноморская» эскадра ВМФ СССР.
СРЗК «Экватор», как и другие корабли бригады, в разные годы входившие в её состав: БРЗК «Крым», БРЗК «Кавказ», СРЗК «Приазовье», СРЗК «Одограф» (перешедший на Северный флот и получивший название «Виктор Леонов»), СРЗК «Лиман», СРЗК «Юпитер», СРЗК «Кильдин», СРЗК «Челекен», МРЗК «Океан», МРЗК «Рица», МРЗК «Бакан», МРЗК «Вертикал», МРЗК «Вал», МРЗК «Лоцман», МРЗК «Ладога», МРЗК «Курс», «ГС-239», «ГС-13», МРЗК «Магнит», «ГС-55», «ГС-36», «ГС-41», «ГС-43», МРЗК «Алидада» и другие регулярно вели разведку ОВМС НАТО и 6 флота США в Средиземном море.

## Служба
Гидрографическое судно «Океан» проекта 861М было построено в Польше в Гданьске на судостроительном заводе «Сточня Полночна» (заводской номер 861/16). Было спущено на воду 30.04.1970 года. Вступило в строй 16.09.1970 года. Вошло в состав гидрографической службы Черноморского флота.
Совершил межфлотский переход вокруг Европы. В составе 112-й бригады кораблей особого назначения.
В переменном составе 5-й «средиземноморской» эскадры ВМФ СССР.
В 1989 году судно было переоборудовано в разведывательный корабль. Классифицировался как малый разведывательный корабль (МРЗК).
Бортовой номер 409(1.05.1990).
С 1992 года классифицируется как средний разведывательный корабль (СРЗК).
По разделу Черноморского флота в 1997 году отошел российской стороне.
Исключен из списков флота 22 января 2001 года с последующей разделкой на металл.

## Командиры
- капитан 3-го ранга А. Бартышев[4].